# Yuma (Colorado)
Yuma é uma cidade localizada no estado americano do Colorado, no Condado de Yuma.

## Demografia
Segundo o censo americano de 2000, a sua população era de 3285 habitantes.
Em 2006, foi estimada uma população de 3249, um decréscimo de 36 (-1.1%).

## Geografia
De acordo com o United States Census Bureau tem uma área de
6,3 km², dos quais 6,3 km² cobertos por terra e 0,0 km² cobertos por água.

## Localidades na vizinhança
O diagrama seguinte representa as localidades num raio de 64 km ao redor de Yuma.